# Notre-Dame de Zeitoun

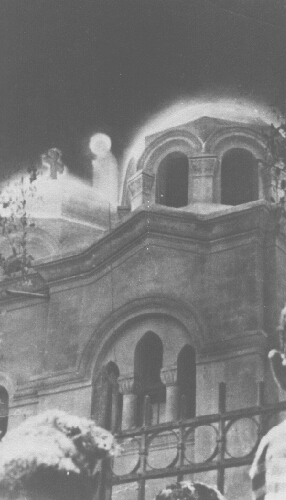
Photographie infrarouge de la forme lumineuse apparue le 2 avril 1968.

Notre-Dame de Zeitoun est l'appellation par laquelle les orthodoxes et les catholiques vénèrent la Vierge Marie, suivant un phénomène d'apparition mariale appelé « Apparition de Zeitoun » qui s'est déroulé à Zeitoun (ar), banlieue du Caire, en Égypte, de 1968 à 1971.  
Marie serait apparue sous une forme lumineuse sur un toit de l'église copte Sainte-Marie, devant des dizaines de milliers de personnes, chrétiens comme musulmans. L'Église copte orthodoxe a officiellement reconnu ces apparitions comme d'authentiques manifestations de la Mère de Dieu.

## Contexte
Zeitoun se trouve à quelque quinze kilomètres au nord de la capitale égyptienne. 
Les apparitions mariales à Zeitoun ont lieu dix mois après la guerre des Six jours dont la cinglante défaite notamment de l'armée égyptienne affectait le moral du monde arabe,.
L'église des apparitions est fréquentée par une minorité chrétienne copte descendant de la population égyptienne d'origine au moment de la conquête arabe du Levant au VIIe siècle et qui ne s'est jamais convertie à l'islam,. Cette communauté est régulièrement victime de vexations, de discriminations et d’attentats sanglants de la part des musulmans, jusqu'aux incendies d'églises en 2006.

## Historique
En 1920, Khalil Ibrahim, un riche propriétaire copte, projette de construire un immeuble sur un terrain lui appartenant dans le quartier défavorisé de Zeitoun, au Caire. Dans un songe, la Vierge Marie lui aurait demandé de construire une église à la place, qu'elle gratifierait plus tard d'une manière spéciale. L'église Sainte-Marie fut bâtie en 1924. Selon la tradition copte, le site est l'un des endroits où la Sainte Famille aurait séjourné pendant sa fuite en Égypte.  
Dans la soirée du 2 avril 1968, soit le 24 de Baramhât 1684 du calendrier copte, des ouvriers musulmans travaillaient en face de l'église, et l'un d'eux, Farouk Atwa - un ouvrier du bâtiment de 31 ans, remarqua une dame en blanc agenouillée vers la croix du dôme. Croyant à une tentative de suicide, ils appelèrent la police, ce qui alerta le quartier entier. Des centaines de personnes purent assister à cette apparition. La police tenta de disperser en vain la foule. L'apparition continua à de multiples reprises pendant plusieurs années, jusqu'en 1971,. 
Avant chaque apparition, les témoins auraient vu des colombes et autres formes lumineuses dans le ciel et auraient senti comme une odeur d'encens. La lumière que dégageait l'apparition était si forte que l'on en distinguait mal les détails. La dame en blanc resta muette. Elle se serait avancée plusieurs fois devant la foule, les bénissant avec un rameau d'olivier lui aussi lumineux, alors que zeitoun veut dire « olive » en arabe. D'autres fois, elle restait agenouillée, comme en prière, à côté de la croix surmontant le dôme de l'édifice. 

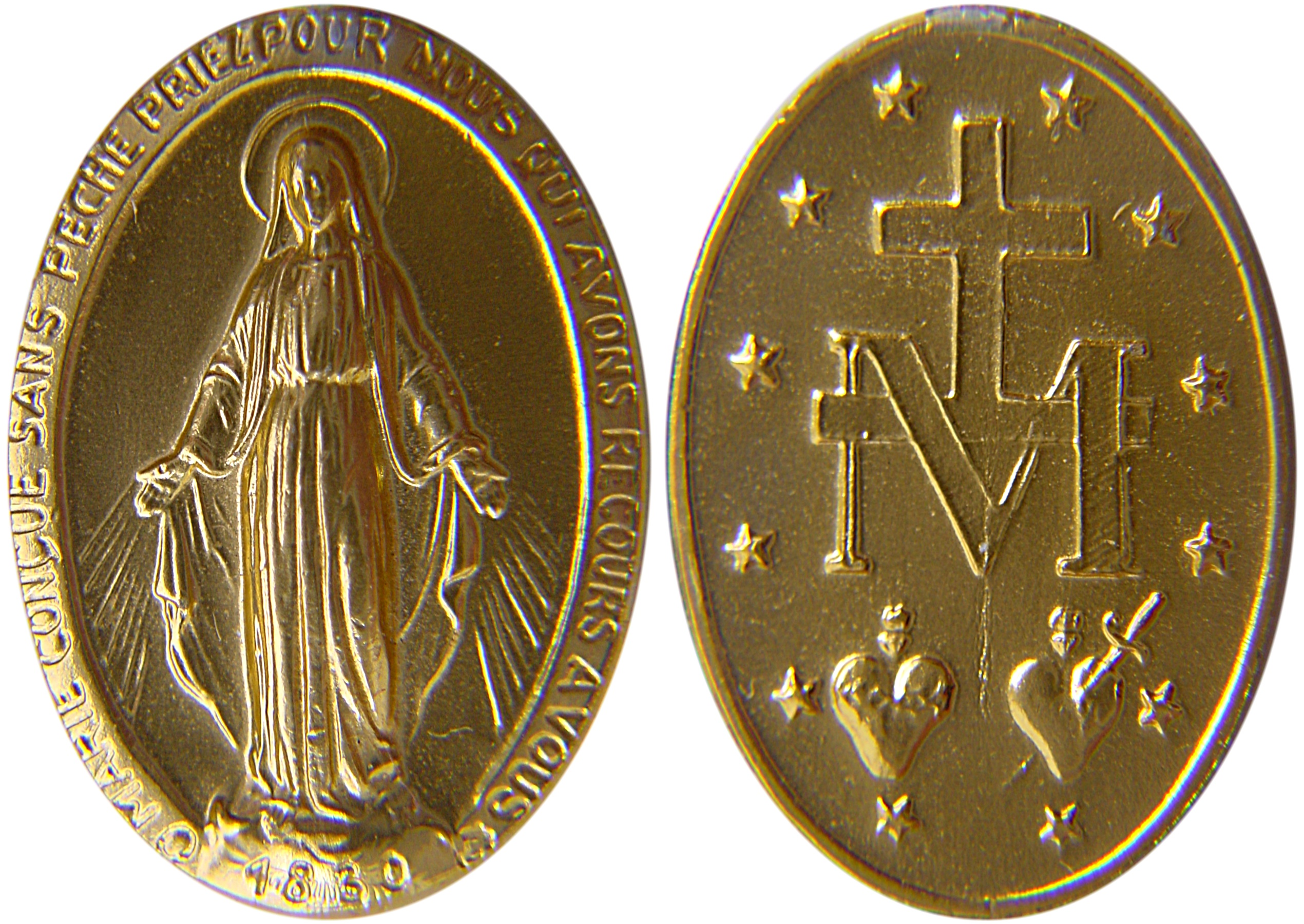
Médaille de l'Immaculée Conception ou Médaille Miraculeuse.

L'apparition ressemblait si bien à la médaille miraculeuse, créée par Sainte Catherine Labouré à la demande de la Vierge Marie qui lui serait apparue rue du Bac à Paris, en 1830, et très populaire en Égypte grâce aux missions et écoles catholiques, que la foule l'identifia à la Vierge Marie. Plusieurs fois, les nombreuses personnes présentes remarquaient que la dame tenait un enfant dans les bras, qu'ils identifièrent à l'Enfant Jésus. D'autres fois, un homme tout aussi lumineux était à leur côté, que l'on identifia à saint Joseph. 
La foule présente compta probablement au maximum environ 250 000 personnes venues du monde entier,. Les musulmans présents récitaient des sourates du Coran, tandis que les chrétiens priaient ou récitaient le chapelet ; sans distinction, des membres des deux communautés levaient les mains et demandaient de l'aide à l'apparition. Le président Gamal Abdel Nasser lui-même en aurait été témoin et filmé par les télévisions locales. De nombreux cas de guérisons ont été constatés durant ces apparitions et dans cette église.

## Reconnaissance de l’Église
Le patriarche Cyrille VI d'Alexandrie (Kyrollis VI) promulgua le 5 mai 1968 un décret reconnaissant comme une authentique manifestation de la Mère de Dieu, digne de foi, les apparitions de Zeitoun. Plusieurs églises chrétiennes ainsi que des autorités de l'État reconnaissent également l'authenticité des apparitions de Zeitoun. Cette décision fut respectée par l'Église catholique, le pape Paul VI s'en étant remis au jugement porté par l'Église copte orthodoxe. 

## Célébration
L’Église copte a inséré dans son calendrier liturgique la fête de la Transfiguration de la Vierge à Zeitoun, qu'elle place au 2 avril (soit le 24 Barmahât), en mémoire de la première apparition mariale. 

## Sanctuaire

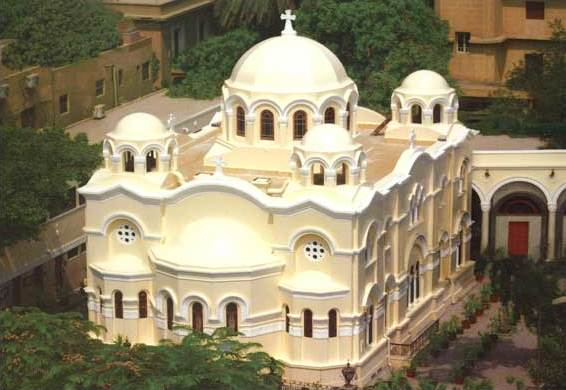
L'église de la Vierge Marie à Zeitoun.

L'église où se sont déroulés ces évènements est rapidement devenue un sanctuaire marial, faisant l'objet de nombreux pèlerinages. Devant l'afflux de fidèles, une nouvelle église fut édifiée par le patriarche Chenouda III d'Alexandrie, celle-ci pouvant accueillir plus de quatre mille personnes. Le père Boutros Gayed, recteur du sanctuaire, a relevé de nombreux cas de guérisons depuis 1972.

## Scepticisme
Bien que le ministère du Tourisme égyptien ait assuré que les enquêtes sur place n'avaient décelé aucune forgerie, des auteurs indépendants n'ont pas pu se contenter de ces affirmations.
Ils remarquent que les photographies de l'événement sont nombreuses quoique incohérentes. La plupart d'entre elles sont floues ou de mauvaise qualité, même si certaines semblent montrer la Vierge Marie malgré tout. L'origine de la photographie la plus populaire n'est pas claire, et certains sceptiques ont souligné des incohérences picturales telles que la lumière sur la croix plus sombre qu'elle ne le devrait, et l'apparition semblant translucide malgré d'autres photographies et témoignages la décrivant comme opaque et très brillante. 
Cynthia Nelson, professeur d'anthropologie à l'université américaine du Caire et directrice de l'Institut d'études sur le genre et les femmes, a visité le site de l'église à plusieurs reprises, y compris le 15 avril 1968, une autre semaine plus tard vers la fin avril et le 1er juin 1968. Malgré les récits de visites en cours, quoique irrégulières, de l'apparition mariale, Cynthia Nelson n'a rien vu d'autre que quelques « éclairs intermittents de lumière ». Dans son rapport, l'anthropologue a noté que de nombreuses photographies et images de l'apparition étaient vendues sur le marché, ajoutant une incitation financière à la contrefaçon. 
John S. Derr et Michael A. Persinger proposent une cause possible dans la théorie des contraintes tectoniques, l'idée que les événements tectoniques semblent être fortement corrélés à l'observation de lumières étranges. En effet, Zeitoun a connu une activité tectonique avant les événements. Par conséquent, la source des lumières aurait pu être simplement un sous-produit de cette activité sismique. Cependant, cela n'explique pas le fait que le phénomène ne s'est produit que la nuit, et la théorie des contraintes tectoniques n'a pas encore fourni de mécanisme pour expliquer comment les événements tectoniques provoquent ces lumières en premier lieu.
Les sociologues Robert Bartholomew et Erich Goode considèrent les apparitions de Zeitoun comme un cas massif d'hystérie collective : « Il semble que les observateurs mariaux étaient prédisposés par leur origine religieuse et leurs attentes sociales à interpréter les expositions de lumière comme liées à la Vierge Marie ». En effet, les apparitions sont survenues à une période de crise de l'histoire égyptienne et ont fait écho à « un sentiment répandu que la défaite de l'Égypte dans la guerre israélo-arabe de 1967 était le résultat d'un abandon de la foi en faveur des idées et des systèmes de croyance fabriqués par l'homme » (idéologies), dans le cadre d'un processus global de retour à la religion comme source d'autorité confortable,. Le professeur Nelson a également remarqué que la première apparition mariale à Zeitoun a eu lieu trois jours seulement après le « Manifeste du 30 mars » de Nasser, un long discours public dans lequel il avait passé en revue ses plans après la défaite militaire égyptienne de 1967. Le professeur Micheal P. Carrol suggère de même que les « lumières d'origine incertaine » ont été interprétées comme Marie en raison des tensions sociétales sur la société égyptienne à l'époque, jointes à une association de la Vierge Marie avec la région de Zeitoun.

## Cinéma
En 2012, le film La Vierge, les Coptes et moi... du réalisateur Namir Abdel Messeeh enquête sur les apparitions de la Vierge en Égypte dont celle de Zeitoun.